# Théorème d'Erdős-Kaplansky
Pour les articles homonymes, voir Théorème d'Erdős.
En mathématiques, plus précisément en algèbre linéaire, on sait qu'un espace vectoriel E de dimension finie est isomorphe à son dual. En revanche, si E est de dimension infinie, il n'est jamais isomorphe à son dual. Cela résulte du théorème d'Erdős-Kaplansky suivant :
Théorème — Soit E un espace vectoriel de dimension infinie sur un corps K avec une base indexée par un ensemble I. Alors l'espace dual E* de E est de dimension :
{\displaystyle {\rm {dim}}(E^{*})={\rm {card}}(K^{I})~.}
En remarquant que card(E*) est, lui aussi, égal à card (KI), on peut encore reformuler le théorème ainsi :

Soit E un espace vectoriel de dimension infinie. Alors la dimension et le cardinal de son espace dual sont égaux, c'est-à-dire dim (E*) = card (E*).